# П'ять хвилин раю
«П'ять хвилин раю» (англ. Five Minutes of Heaven) — британсько-ірландський фільм німецького режисера Олівера Гіршбіґеля за сценарієм Ґая Гібберта. Прем'єра фільму відбулася 19 січня 2009 року на 25-ому Фестивалі «Санденс», де він здобув World Cinema Dramatic Directing Award за режисуру Олівера Гіршбіґеля та World Cinema Screenwriting Award за сценарій Ґая Гібберта. Фільм було показано на Бі-Бі-Сі 5 квітня 2009 року, крім того його презентували у кінотеатрах багатьох країн світу.
Перша частина відтворює історичне вбивство 19-річного Джима Ґріффіна 17-річним Алістером Літтлом, що було здійснено 1975 року. Друга частина зображує вигадану зустріч Літтла з молодшим братом Джима, що був свідком убивства, через 33 роки після скоєння злочину.

## Сюжет
Лурґан, Північна Ірландія, 1975. Триває північноірландський конфлікт, в якому Ірландська республіканська армія (ІРА) вбиває британських лоялістів, а Ольстерські добровольчі сили (ОДС) у відповідь мстять католикам, яких вони вважають активістами республіканців. 17-тирічний Алістер Літтл (Alistair Little), що є лідером осередку ОДС, прагне здійснити своє перше вбивство, аби заслужити повагу серед старших однодумців. Йому та його банді дано добро на вбивство молодого католика, Джеймса Ґріффіна (James Griffin), що має стати відповіддю та попередженням іншим католикам. Випадковим свідком вбивства став молодший брат Джеймса — 8-річний Джо Ґріффін. Літтла засудили до 12-ти років ув'язнення.
Через 33 роки після вбивства Літтл та Ґріффін змушені зустрітися перед камерами, аби засвідчити примирення. Літтл, відбувши покарання, налаштований миролюбно. Проте Джо Ґріффін прийшов на зустріч не з метою примирення. Без відома знімальної групи він має намір вбити Літтла під час зйомок зустрічі. Зрештою, через емоційне перевантаження він вимагає прибрати камери і, отримавши відмову, покидає проєкт.
Пізніше Літтл через записку запрошує Ґріффіна зустрітися в його старому будинку, де було скоєно вбивство. Ґріффін намагається вбити Літтла ножем, кинувшись на нього ззаду. Втім Літтл встигає зреагувати на атаку, і зрештою обоє випадають із вікна другого поверху на тротуар. Обоє внаслідок падіння постраждали, тому припиняють бійку. Літтл каже Ґріффіну «позбудься мене у своїй голові», пояснюючи, що вбив його брата, бо сам є «нічим» і хоче, аби Ґріффін жив своїм життям заради дружини і доньок.
Після цього Літтл іде геть, а Ґріффін тремтячи курить цигарку. Трохи згодом Ґріффін відвідує групу взаємопідтримки, де каже, що хоче бути хорошим батьком, плачучи. Насамкінець він телефонує Літтлу й каже: «Ми закінчили».

## В ролях
- молодий Алістер — Марк Девісон
- Енді — Diarmund Noyes
- мати Алістера — Niamh Cusack
- Стюарт — Matthew McElhinney
- Дейв — Conor MacNeill
- батько Алістера — Paul Garret
- молодий Джо — Kevin O' Neill
- Джим — Gerard Jordan
- мати Джо — Paula McFetridge
- дорослий Джо — James Nesbitt
- водій, що везе Джо — Barry McEvoy
- дорослий Алістер — Liam Neeson
- водій, що везе Алістера — Richard Or

## Нагороди
| Рік  | Нагорода                                        | Категорія                        | Номінація                                                 | Результат |
| ---- | ----------------------------------------------- | -------------------------------- | --------------------------------------------------------- | --------- |
| 2009 | Фестиваль «Санденс»                             | World Cinema, Directed: Dramatic | Олівер Гіршбіґель                                         | Перемога  |
| 2009 | Фестиваль «Санденс»                             | World Cinema, Сценарій           | Ґай Гібберт                                               | Перемога  |
| 2009 | Фестиваль «Санденс»                             | Приз від журі                    | Олівер Гіршбіґель                                         | Номінація |
| 2010 | Ірландська премія кіно та телебачення           | Single Drama/Drama Serial        | Ойн О'Каллайн                                             | Перемога  |
| 2010 | Ірландська премія кіно та телебачення           | Actor in a Lead Role: Television | Лаям Нісон                                                | Номінація |
| 2010 | Ірландська премія кіно та телебачення           | Director of Photography          | Руарі О'Браян                                             | Номінація |
| 2010 | Нагорода Королівського телевізійного товариства | Best Single Drama                | Five Minutes of Heaven                                    | Перемога  |
| 2010 | Нагорода Королівського телевізійного товариства | Best Writer (Drama)              | Ґай Гібберт                                               | Номінація |
| 2010 | Нагорода Спілки прес-мовлення                   | Best Single Drama                | Five Minutes of Heaven                                    | Номінація |
| 2010 | Нагорода Спілки прес-мовлення                   | Найкращий актор                  | Джеймс Несбітт                                            | Номінація |
| 2010 | Нагорода Британської академії телебачення       | Сценарист                        | Ґай Гібберт                                               | Перемога  |
| 2010 | Нагорода Британської академії телебачення       | Best Single Drama                | Ґай Гібберт, Олівер Гіршбіґель, Ойн О'Калайн, Стівен Райт | Номінація |